# Demänová
Demänová – dawniej wieś na Liptowie na Słowacji, w powiecie Liptowski Mikułasz, od 1978 r. dzielnica Liptowskiego Mikułasza. Liczy ok. 1 tys. mieszkańców.

## Położenie
Demianowa leży na lewym brzegu Wagu, ok. 3,5 km na południowy zachód od centrum Liptowskiego Mikułasza, na wysokości ok. 620 m n.p.m. Zabudowania rozłożone są wzdłuż prawego brzegu rzeczki Demianówki, oddzielone nią od innej dawnej wsi, a obecnie dzielnicy Liptowskiego Mikułasza – Bodic. Przez Demianową biegnie droga nr 584 z Liptowskiego Mikułasza do Doliny Demianowskiej. Cała dzielnica znajduje się w strefie ochronnej Parku Narodowego Niżne Tatry.

## Historia
Tereny Demianowej były zamieszkane przez człowieka już w neolicie i młodszej epoce brązu. Wieś powstała w 1272 r. drogą wydzielenia nowej jednostki osadniczej z obszaru wcześniej istniejącej na prawym brzegu Wagu Vrbicy. Wzmiankowana w 1299 r., nazwę dostała od imienia pierwszego właściciela (lub zasadźcy) – Damiana. Później część wsi należała do demianowskiej gałęzi rodu Kubínyich, a reszta do kilku innych rodzin drobnego ziemiaństwa.
Mieszkańcy zajmowali się rolnictwem, hodowlą owiec, pracą w lesie oraz wyrobem przedmiotów gospodarstwa domowego z drewna. W XVII i XVIII w. wydobywali rudę żelaza na terenie Doliny Demianowskiej. Od końca XIX w. część ludności znajdowała zatrudnienie w niewielkich garbarniach powstałych na terenie Liptowskiego Mikułasza i Palúdzki. Do połowy XX w. przetrwało we wsi płóciennictwo, tkanie kilimów i bieżników z resztek tkanin (słow. handričkové koberce) oraz wyrób dzwonków dla owiec.
Po II wojnie światowej nastąpiła rozbudowa wsi związana z rosnącym ruchem turystycznym do Jaskiń Demianowskich oraz rozwojem ośrodka narciarskiego w Jasnej. Murowane domy miejskiego charakteru wyparły stare, drewniane chałupy z XIX w. W 1964 r. od Demianowej odłączyły się osady tworzące dzisiejszą Demianowską Dolinę. Po przemianach ustrojowych w końcu ub. stulecia rozbudowa wsi gwałtownie przyspieszyła, a Demianowa zaczęła pełnić funkcję bazy noclegowo-gastronomicznej dla odwiedzających Dolinę Demianowską turystów i narciarzy.
W Demianowej mieści się słowacka Akademia Sił Zbrojnych im. Gen. M. R. Štefánika (słow. Akadémia ozbrojených síl gen. M.R. Štefánika).